# MAC 1931
La mitrailleuse MAC Modèle 1931 o MAC 1931 (chiamata anche Reibel in onore al direttore della Manufacture d'armes de Châtellerault, colonnello Reibel) era  una mitragliatrice francese usata sui carri armati della Seconda guerra mondiale e sulle fortificazioni quale la Linea Maginot.

## Storia
La MAC 1931 era una versione modificata della mitragliatrice leggera MAC 24/29, con la quale condivideva la munizione 7,5 × 54 mm MAS Mod. 1929. L'arma era ottimizzata per l'installazione nei veicoli blindati e corazzati e per gli impianti speciali delle fortificazioni della Linea Maginot. Fu prodotta dal 1931 al 1940. Dopo la seconda guerra mondiale fu acquistata anche dalla Svizzera, ricamerata nell'ordinanza 7,5 × 55 mm Swiss ed installata sui carri dell'Esercito elvetico. 

Nel 1934 la MAC elaborò la versione aeronautica MAC 1934 per l'Armée de l'air, che fino ad allora utilizzava principalmente la precedente Darne Mle 1933.

## Tecnica

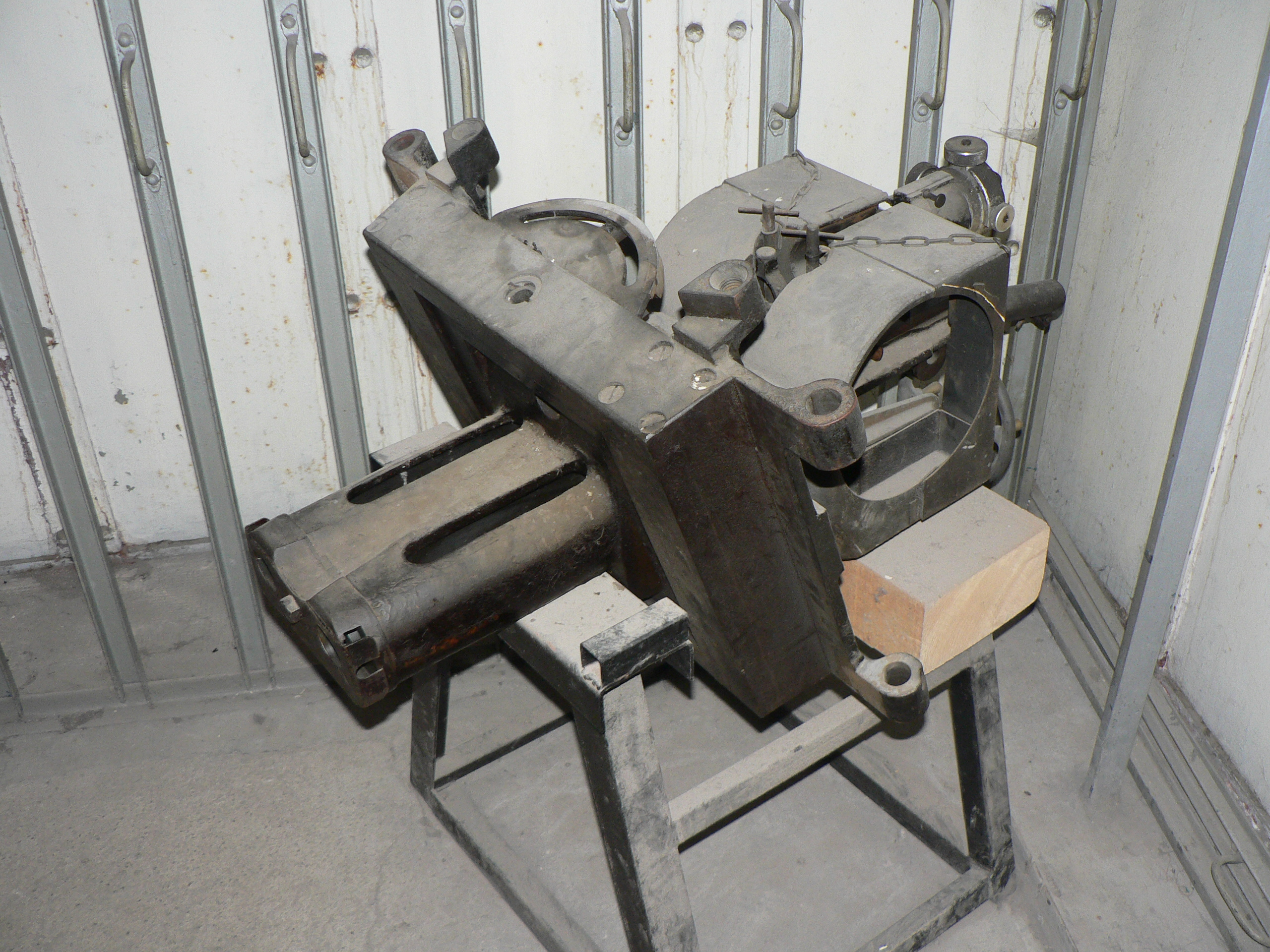
Impianto binato per fortificazione armato con MAC 1931.

La meccanica dell'arma era identica a quella della MAC 24/29, ovvero a sottrazione di gas, con un pistone a lunga corsa sottostante la canna. L'arma sparava ad otturatore aperto, solo in modalità completamente automatica. Rispetto alla progenitrice mancava ovviamente il bipiede ripiegabile. La canna, più pesante per sostenere raffiche più prolungate, era avvitata al castello e non era sostituibile sul campo. L'alimentazione avveniva tramite un massiccio caricatore a tamburo multistrato, inserito nel bocchettone sul lato sinistro del castello, mentre finestra di espulsione e manetta d'armamento erano sul lato destro. L'impugnatura a pistola aveva una particolare forma curvata in avanti, con un solo grilletto. Normalmente era dotata di un calcio metallico, inserito direttamente nel castello.

## Versioni
Le versioni "véhicule blindé" erano la MAC 1931C e la MAC 1931E, ottimizzata per l'installazione in torretta o in casamatta su veicoli blindati e corazzati. La MAC 1931A2 equipaggiava i veicoli leggeri Dodge Power Wagon Fargo WM300 schierati in Ciad nel 1965/1966. In particolare la MAC 31C fu installata sui seguenti mezzi:
- B1 e B1 bis
- Char D1
- Char D2
- SOMUA S35
- SOMUA S40

- Hotchkiss H35 e H39
- AMR 33 e AMR 35
- FCM 36
- Renault R35
- Renault R40

- ARL 44
- AMC 35
- Panhard 178
- Renault UE-31
- Lorraine 37L SPG

- AMX-13
- Panhard EBR

Le versioni "forteresse" MAC 1931F e MAC 1931TF erano invece destinate ad armare speciali impianti singoli o binati e vari tipi di affusti, installati nelle fortificazioni della Linea Maginot.
Alla fine degli anni quaranta l'Armée de terre modificò alcuni esemplari per l'impiego come arma di squadra della fanteria, tramite l'adozione di un caricatore a tamburo da 35 colpi e di un adattatore per il treppiede della Browning M2, ottenendo la versione MAC 1931A1.